# 実験ノート

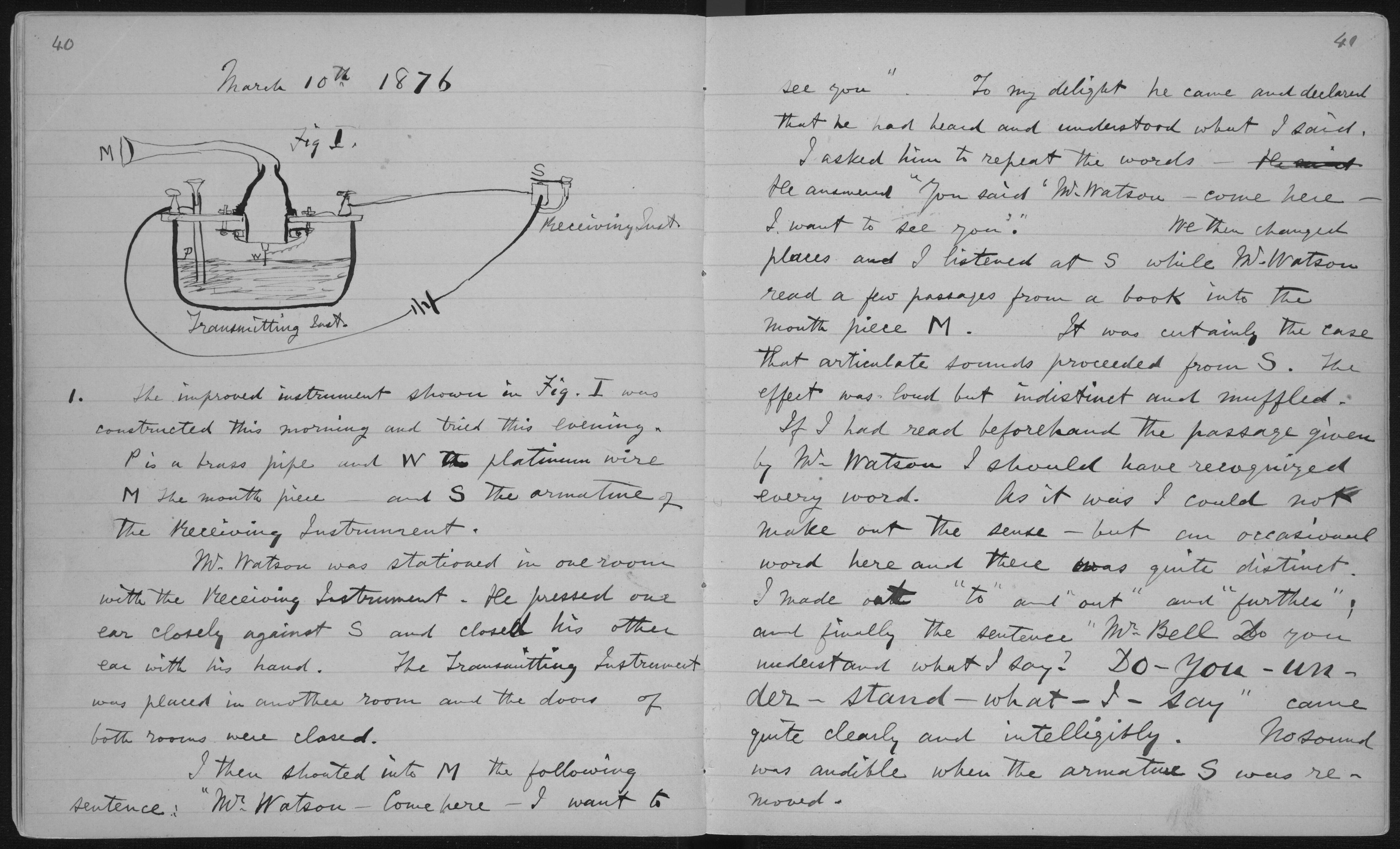
グラハム・ベル（1876年）の実験ノート。

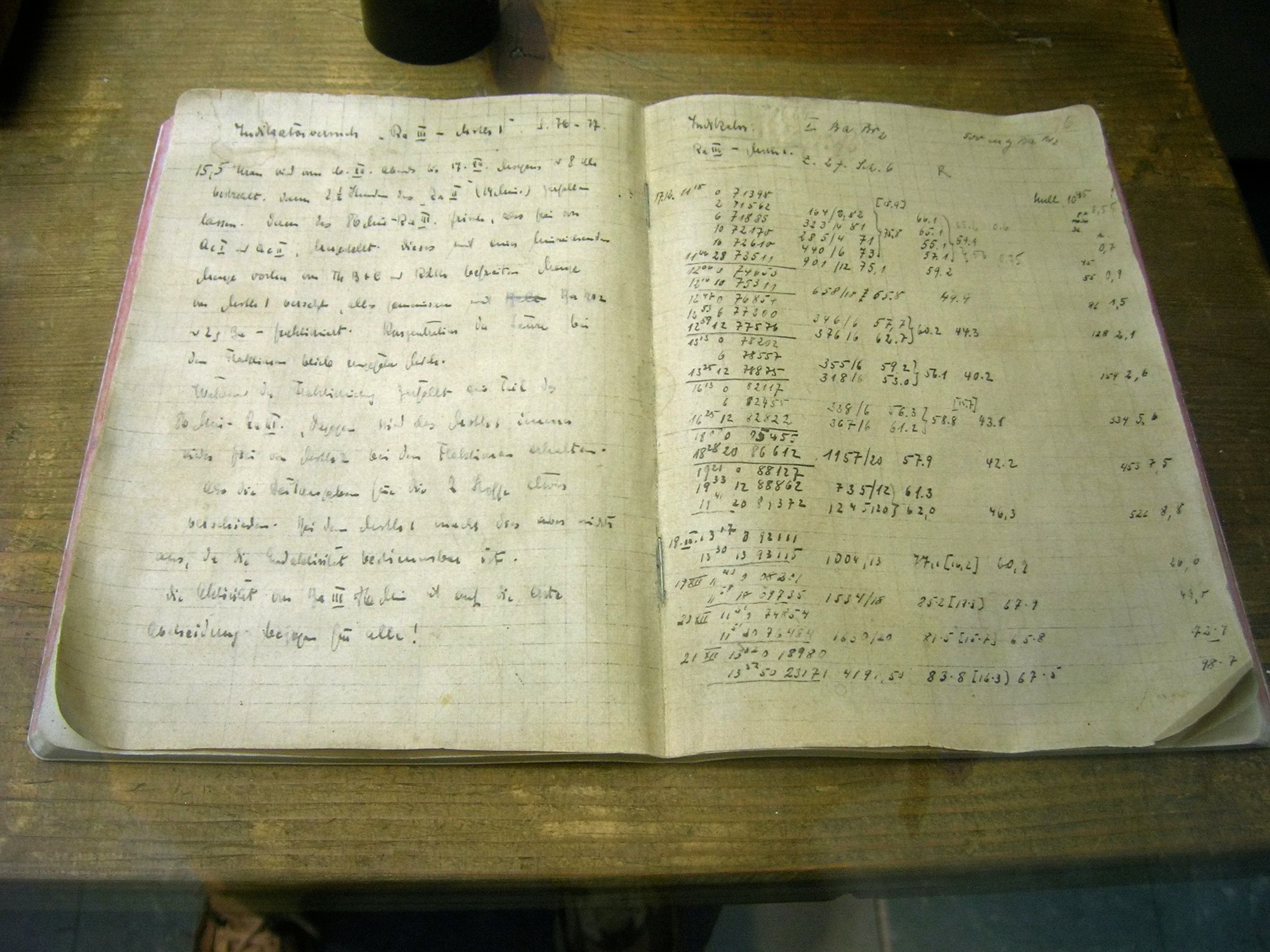
オットー・ハーン（1938年）の実験ノート。

実験ノート（じっけんノート）とは、実験を行う者が、「どのような実験を行いどのような結果が得られた」といった実験の一次的データの記録や、場合によっては「研究の過程での議論」、「データの一次的な解析（計算など）」「実験及び解析中などに思いついた事柄」など実験に関わる様々な事柄を記録、処理するためのノートブックあるいは、それに類する記録媒体である。
実験ノートは実験を行う研究者にとって必帯のものであり、実験に関する記録の中では最も重要なものである。また研究者が、科学における不正行為をしたのではないかとの嫌疑をかけられ調査・捜査が開始されてしまった場合には、自身の身の潔白を証明できるほとんど唯一の証拠となるものでありその場合には実験ノートは自身の科学者生命にもかかわるものである（したがってアメリカなどでは、後から改ざんができない書き方、いざという時に証拠とできるような書き方をすべきだとされており、書き方の作法もこまかに決められている。）
（嫌疑をかけられた場合でなく、通常の場合は）実験ノートを取る第一の直接的な目的は、実験の記録、手順を残すことである。これにより実験中及び事後検討を付け加えたり、整理することが可能となる。実験を行ううちに自分の目的や手順を見失うこと、予期せぬ現象が起こること、実験中にで何らかの戦略変更、また判断を迫られることがある。このような場合であっても目的、手順の再確認、思考、行動の補助および事後分析に役立つ。

## 求められる特性・要件
一般的に、実験ノートに求められる性質・要件としては例えば下記のことがある
。
| 網羅性                       | ①実験の再現などのために、必要な事柄が全て正確に書かれていること ②一定水準の力量が、適切な努力（背景知識の参酌を含め）をすれば、実験を再現できるだけの情報が書かれていること |
| ログとしての機能             | ①実験中の操作がのログとして機能すること ②いつ、何に対して、どのような操作を、どのような順序で行ったかがわかること                                                           |
| 検索性 アクセス性            | ①必要なときに必要な情報が速やかかつ正確に読みだせること ②文書の所在が分かり、検索・呈示ができること ③業務活動の関連の中で文書の所在が確認できること                         |
| 可読性                       | 一定水準の力量がある他の人が見て判読可能であること |
| 保存性                       | ①長期の保存が可能だこと ②経年変化/部品改廃（ソフトウェアの廃止など）などにより情報の読み出しができなくならないこと。                                                        |
| 書きやすさ                   | 記録する行為が、思考や実験を妨げないこと |
| 実証性                       | 証拠としての価値があること |
| 状況の可視化                 | ①実験データの特徴や傾向が一目でわかること ②研究の進行状況（研究スケジュールとのずれ、試薬などの在庫状況など）が一目でわかること ③予想（仮説など）とのずれが一目でわかること |
| アクセス権の適切な設定       | 企業秘密、被験者のプライバシーが漏洩しないような管理ができること |
| ワーキングメモリとしての機能 | 実験中の判断、データの処理などの思考を助けること |

個人の趣味に基づく実験である場合を除き、実験ノートに相当する信頼できる記録を残すことがあらゆる実験の前提である。各研究者や研究グループでは、よりよい実験ノートを作るために色々な工夫を重ねている。
実験ノートの形態、とり方などは、研究者、研究グループの信条や伝統、性格、受けてきた教育の影響などが強く現れ、そのとり方に「唯一」といえる「正解」はないと考えられている。しかし、実験ノートを取る目的を考えると、「個性を出す」こと自体には全く意味がない。
実験ノートには通常、「製本されたノート」を用いることが多いが、最近では、「データーシート形式」や、「電子実験ノート」を用いる研究者もいる。通常は「1研究者1ノート」を基本とするが、複数の研究者が交代、分担して1つの研究を行うケースについてはテーマごとに1冊という体制となることがある。また、通常の実験ノートに加え、危険物や危険な装置、故障しやすい装置に対してその管理状況を記述するための専用ノートを用意するケースもある。概して実験ノートの具体的な実施方法は多様化しており、分野や実験環境により多様化せざるを得ない状況がある。
実験ノートと同様の性格を持つ物として、医師が患者の病態や治療歴を記録するためのカルテや各種の観察ノート、航海日誌などがある。実験ノートには、「記録をしながら物事を考える、計画を適宜修正する」、「記録に基づいて物事を考える」ということのための補助ツールとしての役割もある。その意味で、営業職が用いる手帳やメモ帳とも共通した役割を持っている。
知的財産権などの法的な問題との兼ね合いが問題となっている。また、捏造や剽窃など科学倫理に関する疑惑が生じた場合にはしばし実験ノートの話題がメディアなどを含め広く話題となる。

## 書式と構成
実験レポートや研究論文においてはほとんどすべての研究者がIMRAD型を用いるのとは対照的に、実験ノートの書式・構成については各研究者共通のフォーマットが存在しない。特に日本では実験ノートの書式・構成を研究者各自に委ねるということが多く、各自で工夫を重ねていることが多い。
大雑把に分類すると、実験ノートの書式には、大きく2種類のスタイルが存在する。
| ラボノート | 論文のようにIMRAD形式で書かれるスタイル。                      |
| ログブック | 実験中に起こった事柄を、起こった順に随時記載していくスタイル。 |

両方に一長一短があり、どちらを用いるべきかは研究者によって見解が分かれている。例えば、中山敬一（九州大学生体防御医学研究所教授）は次のようなIMRAD型の構成を推奨している。
1. タイトル
2. 日付
3. 実験目的
4. 材料・方法
5. 実際に行った手技
6. 結果
7. 考察

このような実験ノートの取り方を行うことによって、「目的を明らかにして、しっかりと結果を記載し、それに対していろいろと考察をしてみることができ、科学的な思考能力が鍛えられる」という。
また、一方のみを用いるのではなく、実験中は「ログブック」スタイルを用い、実験終了後直ちに頭の整理、データの整理のために「ラボノート」スタイルのノートの記載を開始するような方法もある。

## 運用
相次ぐ研究不正疑惑や、特許紛争などを受け、最近では科学倫理や知的財産権の専門家から、細部にいたるまで厳格な実験ノートの取り方が要求されることもある。科学倫理や知的財産権の専門家らの指摘は概して以下のような内容を含んでいる。
1. 実験の再現に必要な情報をすべて書く
2. 実験中や前後に起こったことをすべて書く
3. 電子データは全部プリントアウトしてノートに貼り付けるか、全部のリンクを貼る
4. 実験を行ったその場で記載する（別紙にメモを取って後で転記してはならない）
5. 後から余計な情報を書き足せないよう、隙間なく、行間なく記載する（余白には「×印」を記載する）
6. 消しゴムで消せなくするため、ボールペンで記載し、修正時には修正履歴を残す
7. 時系列を順守して記載する
8. 1つの実験が多数の箇所に分断されないように記載する
9. 他人が見て分かるように記載する
10. 製本されたノートを使用する
11. こまめに第三者（弁理士や公証人、TLO職員など）のチェックを受ける

特に最近では、大学や研究機関レベルで指針や規則を定めることが多くなってきているが、さらには国家レベルでの実験ノート向上政策がとられることもある。例えば研究不正の相次いだ韓国では、国家レベルで実験ノートに関する指針を定め（2010年8月 韓国大統領令22328号 "国家研究開発事業の管理などに関する規定",他）韓国特許庁傘下に研究ノート拡散支援本部を設立し、国主導で実験ノートのありかたの改革・指導、普及補助を推進している。国際規格など種々の規格/規制への対応においても、QMSやGMP、GLPに関する諸企画に適合するうえで実験ノートの適正な管理・運用が必要となる場合もあり得る。日本においても、ガイドラインではあるものの、文部科学省の研究不正防止ガイドラインでは適正な実験ノートの管理が求められている。
しかしながら、あまりに細部に至った厳格なルールづけに関しては、実現性や運用面において疑問の声もある。
第一に、実験ノートが必ずしも一次情報の記録に適しているとは限らない。これは次のような場合に主張される。
1. 高度に機械化した実験環境においては筆記速度が実験に追いつかない場合がある
2. リファレンスデータを含む膨大なデータが大量に得られる分野においては、実験ノートにすべてのデータを貼り付けることは非効率的である
3. 複数の実験と研究を同時に行うような研究者は、紙媒体の手書きで「時系列を順守して記載すること」「1つの実験が多数の箇所に分断されないように記載すること」を両立するのが難しい
4. ほとんどすべてがコンピューター内で実験される分野においては、そもそも実験ノートがあまり重視されず、むしろソースコードや計算結果が重視される

実験ノートや紙媒体を研究室に持ち込むこと自体が難しい場合もある。バイオセーフティレベルの高い部屋や放射線管理区域などのように汚染された環境では、実験ノートが汚染されてしまい、廃棄処理せざるを得なくなる場合がある。実際、「キュリー夫人の実験ノート」のように、極めて価値の高い知的資産と称されながらも放射能汚染が見られ、取り扱いに注意を要する例が存在する。。逆に、クリーンルームや無菌室のように清浄度に関して特段の注意が必要な環境では、実験ノート自体が実験室の汚染原因となる可能性が高い。そのような場合には特別な種類の実験ノートを準備したり、適宜ホルマリン燻蒸などの処理をするなどして持ち込まなくてはならない。
以上の問題を解決したとしても、現実には、実験ノートを取りながらの実験そのものに相応の訓練が必要である。一流の研究機関で研究室を任されていても、実験ノートの取り方については「未熟」だと断じられる研究者もいる。
また、第三者認証は国内でも一部の機関では実施されているが、認証をおこなう人材を雇用する必要が生じるなど、一般的な研究機関では予算的に困難な側面もある。
このように実験ノートの使用法の厳格な統一には運用上の困難が多い。しかし、使用法のすべてを個人に任せるのは好ましくないというのが多くの研究者の一致した見解である。それらは概して、運用の支障とならないよう注意しながらも、実験ノートの要件定義と、最低限守るべきことを明確にしたうえで、自分勝手な方法ではなく周囲や第三者の了承を得ながら実験ノートを作成/運用するべきであるという点で共通する。例えば岡崎康司（京都大学教授）は「ノートだけで記録しきれない情報は多いが、個々人に方法を任せている現状が問題を引き起こしている」「誰もが実験を再現できるような、研究内容をいつでも確認できるような厳格なノートの書き方を理解した上で、現場のニーズに合わせて運用するのが良い」と述べている。

## 科学史に見る実験ノート
優れた実験家は、優れた実験ノートを残している。例えばマイケル・ファラデーやトーマス・エジソン、ロバート・ミリカンなどの優れた実験家のノートは、科学史や科学哲学などにおいて貴重な歴史資料となる。

## 電子化について
最近では、電子式の実験ノートを使う研究者も増えてきている。検索性（検索の容易さ）では電子式が圧倒的に勝るものの、証拠能力やとっさの記録への対応などの点において疑問視する声も根強くある。ここでは最近の電子実験ノートに関する動向をまとめる。
実験ノートがナレッジマネージメントに統合される動きがある。ヨーロッパでは5つの製薬会社によって Pharma Documentation Ring が設立され、その会員企業の一部ではナレッジマネジメントの一環として実験ノートのスキャンを支援する仕組みなどがある電子ラボラトリー・ノートブック・システムを構築し評価している。新エネルギー・産業技術総合開発機構は「材料技術の知識の構造化プロジェクト」で実験ノートと介して文献情報を統合する統合データベースシステムを製作した。高村禪らは2007年実験ノートとデータの電子化について研究するとした。
電子式の実験ノートの最大の利点は、その検索性にある。例えば、物質・材料研究機構の轟眞市らは、計測機器の電子化に伴い、従来の紙ベースの実験ノートを使い続ければ「必然的に『計測機器が出力したデータ』と『紙ベースの記録』とにデータが散逸する」ことになり、「情報の整理、実験結果の解析、記録に基づいた実験へのフィードバックなど」に支障が出ることを指摘している。また、それらの状況を改善するために、「ブログベースの実験ノート」を提案している。これは、轟ら独自の電子実験ノート形式である。轟らは、「ブログベースの実験ノート」を、ApacheやtDiaryなどを用いて構築し、4年以上その使用を実践している。轟らの「ブログベースの実験ノート」におけるブログとは、実際にはWikiに近いシステムである。つまり、「ローカルに立ち上げられたWikipediaのようなもの」と考えればよい。
轟らは、自らの実践に基づき、「ブログベースの実験ノート」の要件として、次の機能を提案している。
1. 記事を書かれた時間順に表示する。
2. ユーザーの指定した条件（日付、話題、キーワード）に合致する記事を表示する。
3. 新規の記事を登録する。その記事には、グラフィックスやマルチメディアを含ませたり、他のコンテンツ（例えば、過去の記事、Webサイト、手元のデータファイル、外部のデータベースなど）へのリンクを埋め込むことができる。
4. 全ての機能はWebブラウザを通して呼出しが可能であって、あらかじめ使い方を学習する必要がない。
5. アクセス権限などを詳細に設定できる。

轟らは、この実践報告を、物質、材料科学の専門誌 Appl. Surface Sci. 誌に投稿した。
実験ノート電子化の流れは、既に日本の産業界においても波及している。例えば、島津製作所では2007年5月29日に、研究開発分野向けの記録管理システム「源藏」を発売した。ISO 15489における真正性、信頼性、完全性、可用性とは、次の意味である。
| 真正性 | ①文書が権限のある人により作成されていること。 ②権限のない第三者（部外者）による変更や修正が不可能であること。 |
| 信頼性 | 文書が業務や活動内容を正確に反映しており、業務の証拠となること。                                              |
| 完全性 | ①文書が完成され、変更されていないこと。 ②承認された変更や修正の履歴も記録され、追跡が可能なこと。             |
| 可用性 | ①文書の所在が分かり、検索や呈示ができること。 ②業務活動の関連の中で、文書の所在が確認できること。             |

また、2008年2月15日には、塩野義製薬株式会社がケンブリッジソフト・コーポレーションの電子実験ノート「E-Notebook」を導入し本格稼動させたことを発表した。同様のシステムは欧米のメガファーマではすでに多くの実績があるとしている。塩野義製薬このシステムにより、研究者間での知識共有ができるようにし、試薬情報の自動入力によって入力作業が効率化することを目指した。
日本ウォーターズ株式会社では2022年1月現在で国内60社、主に製薬会社のQCとCMC部門へ、ラボラトリーデータ管理システム「NuGenesis」を導入している。このNuGenesisはPIC/S・CSVに対応しており、電子実験ノート「ELN」も搭載している製品である。

## 知的財産権やノートの帰属の問題
実験ノートには特許紛争やプライオリティ争い、事故（実験装置の破損や人身事故）や剽窃、捏造疑惑に巻き込まれるなどの不幸な事態になった場合に、直接的な証拠として身を守る役割を果たす場合もある。実際、捏造疑惑のもたれる実験や人道に反するとされる実験の有無が問題となるケース、安全基準を無視した実験が疑われるケースにおいては実験ノートの内容に関心が集まる。本節では、刑事、民事事件に至る、至らないを問わず、特許紛争やプライオリティ争い、事故や剽窃、捏造疑惑など、の広い意味での法的問題について述べる。
アメリカでは、実験ノートは「研究室、研究機関の財産」と考えられ、「自分自身の出した実験結果」をしたためたものであっても、外部への持ち出しやコピーを禁止しており、違反した場合にはスパイ容疑がかけられるなど、日本人の常識では考えられない結果を招く場合がある。
一方、日本では、実験ノートの法的な側面については、諸外国に比べて相対的に軽視されている傾向がある。日本においては、実験ノートの扱いは「実験の記録」であり「個人の財産、個人の所有物」として扱われることが多く、実験ノートは「実験者個人にとって分かりやすい、使いやすいものであればよい」という考え方が（誰の責任でそんな判断をしたのかはっきりしないままに、漠然と）主流になっている。また、日本では、実験ノートは「個人に帰属するもの」と考えられる場合が多く、研究室単位での保管ということはあまりなされていないといわれる。普段は実験ノートの法的証拠としての側面が口やかましく言われることはそう多くない（意識が低いのである）。ところが実際には、捏造や剽窃などの科学における不正行為などに関わる調査（組織内調査や第三者調査）などが開始してしまうと、突然状況が変わり、甘えがまったく通用しない事態に陥る。
無論、最近の知的財産に対する関心の高まりを踏まえ、研究機関や大学でも、「よりよい研究のための実験ノート」という観点に加え「知的財産としての実験ノート」という観点からの規定や方針が出され、その向きからの指導が行われるようになってきた。実際、（日本やヨーロッパ諸国では以前から、新しい技術、アイデアを最初に出願した人に特許権を与える「先願主義」をとっていたものの）当時アメリカではいまだ先発明主義だったこともあり、実験ノートを発明日の立証などの観点において特許紛争の重要な証拠と考える方向性の議論が2000年頃から活発に日本でも出され、実験ノートの取り方や管理に関する提言が出てくるようになってきた。
研究の現場だ研究所や大学でも、徐々に実験ノートの法的な意味でのあり方が変わってきている。例えば産業技術総合研究所では「研究ノートの帰属は、研究所であり、取扱については研究成果物の一つ」として「産総研研究成果物など取扱規程」において定めている。大学でも、最近では実験ノートの扱いが厳しくなる傾向にある。例えば東北大学産学連携推進本部では、「実験ノートの帰属」までは定めていないものの実験ノートを「発明が、いつ、誰によって完成されたかを証明するためのノート」と位置づけ、施錠管理などを推奨する文書を発行している。総じて、最近では実験ノートを「研究室の資産」、「法的な意味も含めた直接的な証拠“物件”」と考える向きから、研究室内で書式やサイズを統一する、第三者に対する証拠能力の向上などの動きが見られるようになってきつつある。また、証拠能力を重んじる観点に対応した実験ノートも発売され、「研究者などが実験データやアイデアなどを随時記録し、第三者による確認をとるという体裁」の実験ノートがコクヨと山口大学の共同研究で開発、販売されている。